# الإمبراطور كوميه
الإمبراطور كوميه (باليابانية: 孝明天皇 كوميه تينو) (22 يوليو 1831 - 30 يناير 1867) كان الإمبراطور الحادي والعشرين بعد المائة في اليابان وفقا لترتيب الأباطرة. امتدت فترة حكم الإمبراطور كوميه في الفترة بين عامي 1846 و1867.